# Андреевка (Шебекинский район)
Андреевка — упразднённый хутор в Шебекинском городском округе Белгородской области России.

## География
Находится в южной части Белгородской области, в лесостепной зоне, в пределах юго-восточных отрогов Среднерусской возвышенности, на расстоянии примерно 30 километров (по прямой) к северо-востоку от Шебекино, административного центра района. Абсолютная высота — 200 метров над уровнем моря.

### Климат
Климат характеризуется как умеренно континентальный, с холодной зимой и жарким летом. Среднегодовая температура воздуха — 7,7 °C. Абсолютный минимум температуры воздуха самого холодного месяца (января) — −38 °C, абсолютный максимум температуры воздуха самого тёплого месяца (июля) — 41 °С. Безморозный период длится около 153 дней. Годовое количество атмосферных осадков — 520 мм, из которых большая часть выпадает в тёплый период. Снежный покров держится в течение 109 дней.

## История
Хутор возник после 1917 года на конфискованных помещичьих землях. Согласно картографическим данным, по состоянию на 1989 год население хутора составляло 20 человек. Упразднён не позднее 2001 года.